# مسجد طوكيو إندونيسيا
مسجد اندونيسيا في طوكيو (بالإندونيسية: Masjid Indonesia Tokyo)، ويعرف أيضًا باسم مسجد ميغورو، هو مسجد يقع في ميغورو، طوكيو، اليابان.

## التاريخ
بدأ مشروع بناء المسجد بتبرع من مواطنون إندونيسيون يعيشون في طوكيو، وبدأ البناء في عام 2015، وبدعم من الجالية الإسلامية الإندونيسية، والسفارة الإندونيسية في طوكيو، ووزارة الخارجية الإندونيسية.

## الوصف
يتكون تصميم المبنى من أربعة طوابق، بمساحة إجمالية للأرض 200 متر مربع ومساحة طابقية 600 متر مربع، تبلغ الطاقة الاستيعابية القصوى للمسجد ما يصل إلى 270 مصليا، يضم مرافق أخرى تستخدم للأنشطة التي تنفذها المؤسسات الإسلامية المحلية.